# Tales from Topographic Oceans
Tales from Topographic Oceans és el sisè àlbum d'estudi de la banda de rock progressiva anglesa Yes, publicat el desembre de 1973 Atlantic Records. És el primer àlbum d'estudi enregistrat amb el bateria Alan White després que Bill Bruford abandonés l'agrupació el 1972 per unir-se a King Crimson. Presentat originalment com un àlbum doble amb una pista per cada cara de les quatre del LP, el seu concepte està basat en la visió del cantant Jon Anderson de les quatre classes d'escriptures hindús, conegudes amb el nom de shastras, inspirant-se en una nota a peu de pàgina de l'obra Autobiografia d'un Yogi, de Paramahansa Yogananda.
El treball fou un autèntic èxit comercial; al Regne Unit es caracteritza per ser el primer àlbum a aconseguir una certificació d'or comptant solament les pre-vendes. Va coronar el rànquing d'àlbums del Regne Unit durant dues setmanes i arribà a la posició número 6 als EUA. L'àlbum és recordat per la varietat de crítiques amb què fou rebut, i pels desacords que provocà dins de la banda, que desembocaren en la partença del teclista Rick Wakeman, que engegaria la seva reeixida carrera en solitaria després de la gira de suport.

## Llista de cançons
Totes les lletres escrites per Jon Anderson i Steve Howe, i tota música composta per Anderson, Howe, Chris Squire, Rick Wakeman i Alan White.
Cara 1

- The Revealing Science of God (Dance of the Dawn)
Cara 2

- The Remembering (High the Memory)

Cara 3

- The Ancient (Giants Under the Sun)

Cara 4

- Ritual (Nous sommes du soleil)

## Personal
Yes – producció
- Jon Anderson – veu principal, arpa i percussió
- Steve Howe – guitarres i cors
- Chris Squire – baix elèctric, timpani i cors
- Rick Wakeman – sintetitzador Minimoog, Mellotron, orgue Hammond, orgue, Piano d'Electra del RMI i piano
- Alan White – Bateria, percussió i piano[1]

Personal addicional
- Eddy Offord – enginyeria i producció
- Bill Inglot – producció de so
- Guy Bidmead – cintes
- Mansell Litho – Plats
- Roger Dean – Disseny de portada i il·lustracions

1. ↑  [enllaç sense format] http://alanwhite.net/biography/